# Battaglia di Cheronea (338 a.C.)
La battaglia di Cheronea fu combattuta nel 338 a.C. dall'esercito macedone, vincitore, contro un esercito alleato formato da Atene, Tebe e da poleis greche minori. In seguito alla vittoria macedone, il re Filippo II di Macedonia impose coercitivamente agli sconfitti l'adesione alla Lega di Corinto, una lega che impediva alle poleis greche di farsi guerra tra loro.

## Strategia
La battaglia di Cheronea, combattuta dall'esercito macedone contro un esercito di alleati greci, è la prima nella quale vediamo in azione la tattica macedone.
Reperti archeologici rinvenuti sul luogo della battaglia permettono di ipotizzare che sia stata anche la prima in cui la falange macedone adottò le sarisse.
Cheronea contiene in sé gli elementi che saranno tipici della tattica macedone alla base delle vittorie di Alessandro Magno, ovvero la collaborazione tra fanteria e cavalleria come armi combinate: la falange di picchieri utilizzata come elemento di arresto del nemico e la cavalleria come forza decisiva dello scontro (tattica incudine e martello). Con l'andare del tempo entrerà nel meccanismo con un ruolo sempre più attivo anche la fanteria leggera, costituita dagli ipaspisti, che a Cheronea non sembra aver avuto un ruolo particolarmente significativo.

## La battaglia

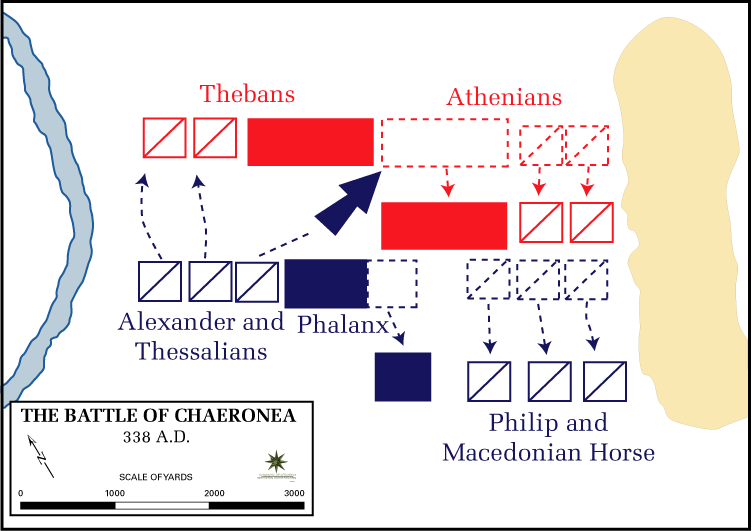
Schieramento iniziale e principali movimenti (NB: 338 a.C.)

Per contrastare l'invasione di Filippo l'esercito alleato aveva condotto una campagna dilatoria, ma il macedone riuscì ugualmente a costringere il nemico alla battaglia presso l'acropoli di Cheronea in Beozia.
Alcune ricostruzioni riferiscono che gli schieramenti dei due eserciti erano paralleli tra loro (Johannes Kromayer in Schlachtfelder Atlas der antike Kriegsgeschichte), ma il corso degli eventi successivi è giustificabile solamente se i Macedoni fossero riusciti a mantenere il proprio ordine rompendo quello del nemico e quindi è più probabile che lo schieramento macedone si presentasse obliquo rispetto a quello alleato. Quest'ultimo si era schierato in una forte posizione, con entrambi i fianchi protetti: quello sinistro poggiava sulle pendici dell'acropoli, mentre quello destro era protetto da una palude.
In questo modo gli alleati ritenevano di potersi difendere dall'inferiorità della loro cavalleria. La loro forza assommava a circa 35000 uomini, in larga parte opliti assistiti da pochi contingenti di fanteria leggera, mentre i Macedoni avevano sul terreno una forza lievemente minore, 30000 fanti e 2000 cavalieri. Gli opliti alleati appartenevano a diverse polis: il contingente più numeroso era quello tebano (12000 uomini che tenevano l'ala destra), nel quale era compreso il battaglione sacro, seguito da quello ateniese (9000 uomini schierati all'ala sinistra) e da quello delle polis minori, tra le quali Ebea, Corinto, Megara, Leuca, Corcira (9000 uomini che occupavano il centro).
Le ali erano protette da due contingenti di fanteria leggera mercenaria (2500 per ciascuna ala).
Il racconto della battaglia proveniente dall'unico resoconto disponibile (Diodoro Siculo), non aiuta molto a capire la dinamica del combattimento, anche se supportato con le scarse altre fonti disponibili. Polieno, ad esempio, riporta due versioni non perfettamente concordanti di uno stesso episodio fondamentale.
All'inizio della battaglia, dunque, gli Ateniesi furono forse attirati da una falsa ritirata che li indusse ad abbandonare la posizione o, più probabilmente, effettuarono una carica in discesa per sfruttare l'impeto, ma furono prima contenuti e poi respinti.
Gli ipaspisti, alla destra macedone, da quanto riportano i resoconti, non tennero a bada gli Ateniesi con le picche di circa 4,5 metri di cui dovevano essere dotati, ma con i loro scudi. Gli Ateniesi, infatti, erano forse equipaggiati come opliti ificratei, ovvero con lance più lunghe di quella oplitica (oltre 3,5 metri) e con una corazza più leggera.
Per utilizzare efficacemente lo scudo però, è improbabile che gli ipaspisti avessero le picche, le quali necessitavano l'impiego di due mani per essere utilizzate al meglio, impedendo quindi l'uso dello scudo. Se ne furono dotati è presumibile che si limitarono ad impugnarle con una mano sola, senza imprimere ad esse la forza necessaria ad offendere.
Anche Diodoro (16.86.2) ci presenta una situazione di stallo iniziale, ma non racconta di espedienti utilizzati da Filippo:
Continua Diodoro:
Alessandro, quindi, dalla posizione occupata all'ala sinistra, muove impetuosamente all'attacco; difficile ipotizzare che si tratti di un'azione concordata con il padre, né che si getti a capofitto frontalmente su una falange oplitica ordinata.
Possibile, invece, che la decisa avanzata ateniese abbia in qualche modo scompaginato la compattezza della falange alleata: gli Ateniesi cominciarono la lotta, raggiunti probabilmente in modo titubante dal contingente delle polis e guardati a distanza dai Tebani che, se si fossero mossi nella stessa direzione, si sarebbero trovati con il fianco destro scoperto e quindi rimasero fermi. L'unica loro possibilità di movimento era di mantenere la coesione con il centro mediante una rotazione verso sinistra.
La crisi dello schieramento oplita si generò quindi centralmente ed è probabilmente qui che Alessandro indirizzò il suo attacco con la propria cavalleria.
La battaglia ha visto fin qui un solo scontro su un'ala dello schieramento, ma la mobilità della cavalleria macedone permise ad Alessandro di approfittare dell'occasione.
Prosegue Diodoro:
Il racconto di Diodoro, quindi, viene a coincidere con quello di Polieno: l'azione dei Macedoni fu graduale (anche per un probabile schieramento scaglionato) ma inesorabile e dopo una fase di stallo iniziale (voluta o meno), rovesciarono gli ateniesi.
Secondo Plutarco, Alessandro fu il primo a gettarsi contro il "battaglione sacro", i membri del quale, dopo la battaglia, giacevano morti, colpiti dalle picche dei Macedoni sul petto; sembra da escludere, quindi, che il primo attacco di Alessandro fosse diretto contro il "battaglione sacro", il quale più probabilmente venne accerchiato da un attacco frontale di picchieri macedoni e da uno alle spalle degli eteri.

## Curiosità
- A questa battaglia prese parte, come semplice oplita, l'oratore Demostene, grande rivale dei macedoni ed autore delle Filippiche.